# Való Világ 10
A Való Világ 10 Powered by Big Brother (gyakran használt rövidítéssel VV10) a Való Világ realityműsor jubileumi tizedik szériája, amelyet az előző négy évadhoz hasonlóan az ismét az RTL II-n sugároztak.
A műsor 2020. november 14-én vette kezdetét, mely ezúttal is a jól megszokott Való Világ és a Big Brother realitysorozat keveréke.
A show műsorvezetői az egykori villalakó, és az előző évad műsorvezetője, Nádai Anikó, és társa, az X-Faktor egyik mentora, Puskás Péter. Előbbi harmadik, utóbbi pedig második alkalommal látta el a műsorvezetői feladatokat.
Ebben az évadban is jelentkezett a Való Világ kísérő műsora a BeleValóVilág, műsort Gáspár Győző és Schumacher Vanda vezette felváltva.

## A műsor menete
A műsor első ajánlója 2020. július 6-án a Cápák között című műsor után került képernyőre. Ugyanezen a napon indult a jelentkezés is villalakónak.
Az első adás, azaz a beköltöző show, 2020. november 14-én, szombaton 21:00-kor kezdődött. A műsort mindennap élőben közvetítette az RTL II 22:00-tól.
Ebben az évadban is jelentkezett a Való Világ kísérő műsora a BeleValóVilág, mely mindennap 23:00-kor kezdődött. Ezt a műsort Gáspár Győző vezeti, 2020. december 7-től pedig Schumacher Vandával felváltva.
| A Való Világ 10 powered by BigBrother műsorideje az RTL II-n. | A Való Világ 10 powered by BigBrother műsorideje az RTL II-n. | A Való Világ 10 powered by BigBrother műsorideje az RTL II-n. |
| ------------------------------------------------------------- | ------------------------------------------------------------- | ------------------------------------------------------------- |
| nap                                                           | VV10                                                          | BeleValó                                                      |
| Hétfő                                                         | 22:00                                                         | 23:00                                                         |
| Kedd                                                          | 22:00                                                         | 23:00                                                         |
| Szerda                                                        | 22:00                                                         | kéthetente 23:30                                              |
| Csütörtök                                                     | 22:00                                                         | 23:00                                                         |
| Péntek                                                        | 22:00                                                         | 23:00                                                         |
| Szombat                                                       | 21:00                                                         | 23:00                                                         |
| Vasárnap                                                      | 22:00                                                         | 23:00                                                         |

### Változások az évadban
A szerkesztők a műsor tizedik évadát figyelembe véve új arculattal ruházták fel a műsort. Megújult a műsor logója, amelyben az első évadtól használt szívritmus szimbólum (utalva a műsor rövidítésére: VV) mögötti tér ezúttal kék lett, sárgával (a Belevalóban rózsaszín) pedig egy római tízes (X) szerepel a jubileumi évadra tekintettel.
Emellett megújult a műsor főcímdala is, melyet Binkhy és Manuel énekelnek. Zenei alapját Lotfi Begi, Nagy Dávid és Szabó Zé szerezte, míg a szöveget Manuel és Molnár Tamás írta.
Bárhova sodor az élet, hajszol a véred, csábít a fény.
Játszom a szerepet nézd, ez az egyszerű képlet: 
 [...]
Pörög az élet, egy kulcslyukon nézed,
 Az egyszerű képlet:Itt a lét a tét!
A villalakók először telefonokat kaptak a villába, amelyeken csak fotózásra és videózásra használtak, valamint ezen keresztül kaptak üzeneteket. A rögzített képeket és videókat az Instagram oldalukon tették közzé a szerkesztők.
Az RTL Most+ felületén az eddigi évadokhoz képest most először egy új kísérőműsort forgattak, melynek címe Jöttem, láttam, buktam volt. Ebben a műsorban hétről-hétre exkluzív tartalmakat mutattak be a kiesett villalakókról, valamint a nézők betekintést nyerhettek a magánéletükbe.

## Villalakók
A 10. széria első négy villalakóját 2020. november 12-én 20 órakor mutatták be a Fókuszban. A következő napon három újabb villalakót fedtek fel szintén a Fókusz adásában. Ők heten november 14-én költöztek be a villába, sorrend szerint: Gábor, Merci, Amanda, Moh, Renátó, Gina és Vivi. Őket követte másnap Digo, Fru és Dani, Virág, majd Mercédesz és Bálint, míg végül Robi.
| Név                            | Kor | Lakhely     | Foglalkozás                     | Beköltözés ideje   |
| ------------------------------ | --- | ----------- | ------------------------------- | ------------------ |
| Gábor (Kazári Gábor)           | 23  | Tapolca     | ingatlanreferens                | 2020. november 14. |
| Merci (Balázs Mercédesz)       | 19  | Esztergom   | asztalos                        | 2020. november 14. |
| Amanda (Fazekas Amanda)        | 23  | Békéscsaba  | páciens koordinátor             | 2020. november 14. |
| Moh (Szlépka Armand)           | 22  | Budapest    | személyi edző                   | 2020. november 14. |
| Renátó (Bakonyi Renátó Tamás)  | 28  | Szombathely | fodrász                         | 2020. november 14. |
| Gina (Fehér Georgina)          | 26  | Mátészalka  | munkanélküli                    | 2020. november 14. |
| Vivi (Szilágyi Vivien)         | 21  | Martfű      | családi vállalkozásban dolgozik | 2020. november 14. |
| Digo (Daniele Piancatelli)     | 26  | Pécs        | CNC gépkezelő                   | 2020. november 15. |
| Fru (Tímár Fruzsina)           | 24  | Szolnok     | kézápoló és műkörömépítő        | 2020. november 16. |
| Dani (Kovács Dániel)           | 22  | Budapest    | vállalkozó                      | 2020. november 16. |
| Virág (Ledneczky Virág)        | 18  | Paks        | tanuló                          | 2020. november 17. |
| Mercédesz (Závaczki Mercédesz) | 26  | Miskolc     | munkanélküli                    | 2020. november 18. |
| Bálint (Filipánics Bálint)     | 30  | Sümeg       | futár                           | 2020. november 18. |
| Robi (Ollári Róbert)           | 27  | Budapest    | táncos, báros                   | 2020. november 21. |

## Összesített eredmény
| Hely.        | Villalakók   | Aktivitási szavazás           | Kiválasztás                    | Kiválasztás                    | Kiválasztás                   | Kiválasztás                  | Kiválasztás                | Kiválasztás                   | Kiválasztás                | Kiválasztás                   | Kiválasztás                | Kiválasztás    | Státusz                                     |
| Hely.        | Villalakók   | Aktivitási szavazás           | 1.                             | 2.                             | 3.                            | 4.                           | 5.                         | 6.                            | 7.                         | 8.                            | 9.                         | 10.            | Státusz                                     |
| Hely.        | Villalakók   | 2020                          | 2020                           | 2020                           | 2020                          | 2020/2021                    | 2021                       | 2021                          | 2021                       | 2021                          | 2021                       | 2021           | Státusz                                     |
| Hely.        | Villalakók   | november 21.                  | november 21.                   | december 5.                    | december 19.                  | december 26.                 | január 9.                  | január 23.                    | február 6.                 | február 15.                   | február 22.                | február 25.[k] | Státusz                                     |
| ------------ | ------------ | ----------------------------- | ------------------------------ | ------------------------------ | ----------------------------- | ---------------------------- | -------------------------- | ----------------------------- | -------------------------- | ----------------------------- | -------------------------- | -------------- | ------------------------------------------- |
| 1.           | Vivi         | 2,93%                         | Bálint                         | Gábor                          | Amanda                        | Gina                         | Renátó                     | Fru                           | Merci                      | Dani                          | Moh                        | Moh            | Győztes (105 napot töltött a villában)      |
| 2.           | Robi         | Még nem volt játékban         | Még nem volt játékban          | Gina                           | Amanda                        | Gina                         | Renátó                     | Vivi                          | Dani                       | Dani                          | Bálint                     | Moh            | 2. helyezett (98 napot töltött a villában)  |
| 3.           | Merci        | 4,35%                         | Bálint                         | Gábor                          | Amanda                        | Gina                         | Renátó                     | Virág                         | Virág                      | Dani                          | Vivi                       | Vivi           | 3. helyezett (105 napot töltött a villában) |
| 4.           | Moh          | 6,24%                         | Fru                            | Fru                            | Renátó                        | Gina                         | Renátó                     | Vivi                          | Dani                       | Dani                          | Robi                       | Vivi           | Kiszavazva (104 napot töltött a villában)   |
| 5.           | Bálint       | 1,50%                         | Amanda                         | Gábor                          | Amanda                        | Gina                         | Renátó                     | Vivi                          | Merci                      | Merci                         | Robi                       |                | Kiszavazva (99 napot töltött a villában)    |
| 6.           | Dani         | 3,59%                         | Fru                            | Gábor                          | Amanda                        | Gina                         | Moh                        | Moh                           | Moh                        | Moh                           |                            |                | Kiszavazva (96 napot töltött a villában)    |
| 7.           | Virág        | 24,18%                        | Fru                            | Gábor                          | Amanda                        | Gina                         | Merci                      | Merci                         | Merci                      |                               |                            |                | Kiszavazva (88 napot töltött a villában)    |
| 8.           | Fru          | 1,92%                         | Vivi                           | Moh                            | Moh                           | Dani                         | Moh                        | Vivi                          |                            |                               |                            |                | Kiszavazva (75 napot töltött a villában)    |
| 9.           | Renátó       | 5,03%                         | Bálint [d]                     | Moh                            | Vivi                          | Moh                          | Moh                        |                               |                            |                               |                            |                | Kiszavazva (63 napot töltött a villában)    |
| 10.          | Gina         | 13,65%                        | Bálint                         | Moh                            | Vivi                          | Bálint                       |                            |                               |                            |                               |                            |                | Kiszavazva (49 napot töltött a villában)    |
| 11.          | Amanda       | 29,12%                        | Gábor Gábor [d]                | Moh                            | Vivi                          |                              |                            |                               |                            |                               |                            |                | Kiszavazva (42 napot töltött a villában)    |
| 12.          | Gábor        | 2,42%                         | Fru                            | Moh                            |                               |                              |                            |                               |                            |                               |                            |                | Kiszavazva (28 napot töltött a villában)    |
| 13.          | Digo         | 4,47%                         | Vivi                           |                                |                               |                              |                            |                               |                            |                               |                            |                | Kiszavazva (13 napot töltött a villában)    |
| 14.          | Mercédesz    | 1,14%                         |                                |                                |                               |                              |                            |                               |                            |                               |                            |                | Kiszavazva (3 napot töltött a villában)     |
| Védett       | Védett       |                               | Robi [b] Virág [c]             | Bálint Dani [e]                | Bálint Robi [h]               | Merci Virág [j]              | Bálint                     |                               | Vivi                       |                               |                            |                |                                             |
| Kiválasztott | Kiválasztott | Bálint                        | Gábor [f]                      | Amanda                         | Gina                          | Renátó                       | Vivi                       | Merci                         | Dani                       | Robi                          | Vivi[l]                    |                |                                             |
| Kihívott     | Kihívott     | november 25.                  | december 9.                    | december 23.                   | december 30.                  | január 13.                   | január 27.                 | február 10.                   | február 17.                | február 24.                   | február 25.                |                |                                             |
| Kihívott     | Kihívott     | Digo                          | Bálint [g]                     | Merci [i]                      | Bálint                        | Moh                          | Fru                        | Virág                         | Moh                        | Bálint                        | Moh                        |                |                                             |
| Párbaj       | Párbaj       | november 28.                  | december 12.                   | december 26.                   | január 2.                     | január 16.                   | január 30.                 | február 13.                   | február 20.                | február 25.                   | február 26.                |                |                                             |
| Párbaj       | Párbaj       | Bálint (68,07%) Digo (31,93%) | Gábor (22,92%) Bálint (77,08%) | Amanda (18,51%) Merci (81,49%) | Gina (31,84%) Bálint (68,16%) | Renátó (15,46%) Moh (84,54%) | Vivi (64,87%) Fru (35,13%) | Merci (75,50%) Virág (24,50%) | Dani (48,90%) Moh (51,10%) | Robi (50,11%) Bálint (49,89%) | Vivi (71,39%) Moh (28,61%) |                |                                             |
| Kiszavazott  | Kiszavazott  | Mercédesz[a]                  | Digo                           | Gábor                          | Amanda                        | Gina                         | Renátó                     | Fru                           | Virág                      | Dani                          | Bálint                     | Moh            |                                             |

| ↑ a: A nézőknek arra a kérdésre kellett válaszolniuk az RTL24 applikációján keresztül, hogy ki generálja a legtöbb sztorit a villában. A legkevesebb szavazatot Mercédesz kapta, így távoznia kellett a villából. |
| ↑ b: Robi az első kiválasztás előtt pár perccel költözött be a Villába, így védettséget kapott. |
| ↑ c: A nézők arról dönthettek, hogy szerintük melyik villalakónak van a legnagyobb szüksége a lila kendőre (védettségre). A szavazás végeredménye alapján Virág kapta a legtöbb voksot, így megszerezte a védettséget. |
| ↑ d: A villalét első feladatának győztes párja, Amanda és Renátó nyereménye az volt, hogy a legelső kiválasztáson duplának számított a jel arra, akire tették. |
| ↑ e: A 21. napon a villalakók hierarchia sorrendet állítottak fel maguk között. A végeredmény szerint Dani lett az első helyezett, így védettséget kapott. |
| ↑ f: A második kiválasztáson szavazategyenlőség alakult ki, ezért az adott villamester - Merci - döntötte el, hogy ki kapja a zöld kendőt. |
| ↑ g: Bálint önszántából lemondott a védettséget jelző lila kendőről. Gábornak így volt lehetősége őt kihívni. |
| ↑ h: Robi a munka héten a hét dolgozója lett, jutalma a védettséget szimbolizáló lila kendő volt. |
| ↑ i: Amanda szabályszegést követett el, a kihívás előtt kimondta, hogy Vivit hívja ki, ezért őt nem hívhatta ki. |
| ↑ j: Az Amanda-Merci párbaj előtt a két támogató csapat karácsonyi ajándékként két-két lila kendőt kapott, melyet maguk közt kellett elosztaniuk. Renátó, Fru, Vivi és Virág kapták meg, azonban a kihívás előtt kiderült, hogy a négy lila kendőn nincs Való Világ logó, így csak egyikőjük válthatta be egy érvényes lila kendőre ajándékot. Egy ügyességi feladatban kellett részt venniük, melyet Virág nyert, így ő szerezte meg a védettséget. |
| ↑ k: Miután Robi megnyerte a párbajt és visszatért a villába, azonnal megtartották a Való Világ utolsó kiválasztását és kihívását is. |
| ↑ l: Az utolsó kiválasztáson Moh és Vivi is két-két kiválasztójelet kaptak. Vivi, mint villamester végül magára kötötte a zöld kendőt. |

### Finálé

#### A végeredmény
| Finalista | Eredmény | Eredmény    | Státusz      |
| Finalista | Első kör | Második kör | Státusz      |
| --------- | -------- | ----------- | ------------ |
| Vivi      | 38,20%   | 51,55%      | Győztes      |
| Robi      | 31,46%   | 48,45%      | 2. helyezett |
| Merci     | 30,34%   |             | 3. helyezett |

### Villamesteri pozíció
| Villamester | Nap               |
| ----------- | ----------------- |
| Amanda      | 2. nap – 9. nap   |
| Gábor       | 9. nap – 16. nap  |
| Merci       | 16. nap – 23. nap |
| Vivi        | 23. nap – 30. nap |
| Dani        | 30. nap – 37. nap |
| Bálint      | 37. nap – 44. nap |
| Moh         | 44. nap – 51. nap |
| Robi        | 51. nap – 58.nap  |
| Fru         | 58. nap – 65.nap  |
| Virág       | 65. nap – 72. nap |
| Vivi        | 72. nap – 79.nap  |
| Robi        | 79. nap – 86.nap  |

## Tematikus hetek

### Hierarchia/influenszer hét
A jubileumi évad első tematikája a hierarchia hét volt, amelyben a villalakók titokban szavazhattak arról, hogy kit, milyen erősnek gondolnak. Az eredmények összesítése után a következő erősségi sorrend jött ki:
| 1. Dani 2. Gina 3. Renátó | 1. Bálint 2. Robi 3. Gábor | 1. Moh 2. Virág 3. Merci | 1. Vivi 2. Fru 3. Amanda |

Az erősségi sorrend felállítása után az első helyezett (Dani) automatikusan lila kendőt kapott. Az utolsó helyezett (Amanda) lett a villa legszürkébb játékosa, aki beleolvad a villa környezetébe, ezért meghatározott ideig egy szürke kartondobozt kellett viselnie a postaláda előtt.
A hierarchia hetet végül továbbfejlesztették a szerkesztők influenszer hétté amelyben az első három helyezett influenszer lett, míg a többi villalakók követők. Az influenszerek kiváltságokkal rendelkeztek. A követők számára minden nap külön ételt küldtek be, míg az influenszerek kívánságait teljesítették a szerkesztők. Az influenszerek a hálószobában és a nyugiszobában aludhattak, míg a követők hálózsákban a nappaliban. Az ebédlőasztalt nem használhatták a követők és az influenszerek egy időben. Jakuzzi és szaunahasználat az influenszereket érintette csak. Az első számú influenszer Dani volt, jutalma agyportré volt, amit a falra rögzítettek a követők.

### Munka hét
A villalakóknak ezen a héten minden nap dolgozniuk kellett. Munkafelügyelőjük Sztropacsek Gusztáv volt, aki minden nap új feladatokat osztott ki a villalakóknak és ő adta a fizetést is. A feladatokra a villalakókat mindig az előző nap dolgozója osztotta be. A villalakóknak mindenért fizetniük kellett, még a lakhatásért is. A munkadíjak a játék valutája szerint, Villadellában (VD) kerültek kifizetésre. A hét dolgozója Robi lett, akik jutalma a védettséget jelző lila kendő volt. A hét egy céges bulival ért véget.
| Munkaapok   | Feladatok                                                | Nap dolgozója | Jutalom | Bónusz   | Jutalmak |
| ----------- | -------------------------------------------------------- | ------------- | ------- | -------- | -------- |
| 1. munkanap | Hagyma pucolás                                           | Robi          | 5000 VD | nem volt | nem volt |
| 2. munkanap | Diótörés, tésztaválogatás, hímezés                       | Fru           | 5000 VD | Gina     | 3000 VD  |
| 2. munkanap | Diótörés, tésztaválogatás, hímezés                       | Fru           | 5000 VD | Robi     | 3000 VD  |
| 3. munkanap | Kekszdarálás, narancsfacsarás, madáretető készítés       | Dani          | 5000 VD | Virág    | 500 VD   |
| 3. munkanap | Kekszdarálás, narancsfacsarás, madáretető készítés       | Dani          | 5000 VD | Vivi     | 500 VD   |
| 4. munkanap | Fénytábla készítés, toll összeszerelés, csonti dobozolás | Robi          | 5000 VD | nem volt | nem volt |
| 5. munkanap | Borítékolás, hóember készítés, szaloncukor csomagolás    | Virág         | 5000 VD | Merci    | 3000 VD  |

#### Villabérek
| Villalakó | 1. munkanap | 1. munkanap | 2. munkanap | 2. munkanap | 3. munkanap | 3. munkanap | 4. munkanap | 4. munkanap | 5. munkanap | 5. munkanap |
| Villalakó | Fizetés     | Egyenleg    | Fizetés     | Egyenleg    | Fizetés     | Egyenleg    | Fizetés     | Egyenleg    | Fizetés     | Egyenleg    |
| --------- | ----------- | ----------- | ----------- | ----------- | ----------- | ----------- | ----------- | ----------- | ----------- | ----------- |
| Amanda    | 7850 VD     | 250 VD      | 7750 VD     | 1400 VD     | 4200 VD     | 50 VD       | 2000 VD     | nincs adat  | 6000 VD     | nincs adat  |
| Bálint    | 8500 VD     | 2700 VD     | 1000 VD     | 1515 VD     | 6000 VD     | nincs adat  | 12320 VD    | nincs adat  | 33200 VD    | nincs adat  |
| Dani      | 9550 VD     | 3750 VD     | 1000 VD     | 550 VD      | 10250 VD    | nincs adat  | 12740 VD    | nincs adat  | 1420 VD     | nincs adat  |
| Fru       | 4800 VD     | 0 VD        | 8000 VD     | 4370 VD     | 4050 VD     | nincs adat  | 20475 VD    | nincs adat  | 7240 VD     | nincs adat  |
| Gina      | 5250 VD     | 20 VD       | 6000 VD     | 110 VD      | 3100 VD     | 60 VD       | 1000 VD     | nincs adat  | 4480 VD     | nincs adat  |
| Merci     | 11150 VD    | 990 VD      | 5500 VD     | 0 VD        | 9500 VD     | nincs adat  | 18825 VD    | nincs adat  | 2480 VD     | nincs adat  |
| Moh       | 5150 VD     | 250 VD      | 1500 VD     | -990 VD     | 6000 VD     | nincs adat  | 18750 VD    | nincs adat  | 2040 VD     | nincs adat  |
| Renátó    | 6750 VD     | 20 VD       | 7000 VD     | 20 VD       | 3950 VD     | nincs adat  | 5000 VD     | nincs adat  | 2420 VD     | nincs adat  |
| Robi      | 12600 VD    | 7210 VD     | 6000 VD     | 7130 VD     | 12000 VD    | nincs adat  | 23100 VD    | nincs adat  | 7860 VD     | nincs adat  |
| Virág     | 6900 VD     | 150 VD      | 5200 VD     | 0 VD        | 6500 VD     | nincs adat  | 15120 VD    | nincs adat  | 55400 VD    | nincs adat  |
| Vivi      | 5750 VD     | 750 VD      | 4900 VD     | 100 VD      | 4750 VD     | nincs adat  | 11375 VD    | nincs adat  | 53500 VD    | nincs adat  |

### Világrekordok hete
Ezen a héten a villalakóknak naponta volt lehetőségük nemzetközileg elismert és hitelesített Guinness rekordokat megdönteni. A rekordszövetség hitelesítője Sztropacsek Gusztáv volt. Amelyik villalakó egyik nap rekordkísérletet próbált, az a többi napon már nem vehetett részt.
Ezzel egyidőben a kertben elhelyezésre került egy szivató automata (szivatómata), amelyből labda esett le időközönként. Ez akkor indult el, ha a villalakóknak nem sikerült megdönteni a napi rekordokat. A szivatómata egy olyan szerkezet, ami a luxust veszi el, amennyiben nem sikerül a rajta leguruló labdát elkapni. A labda véletlenszerű időpontokban gurult le, mindig egy hang jelzett előtte, amely azt is jelezte kinek kell elkapnia az adott labdát. Amennyiben a villalakók nem kapják el megvonásra kerülnek luxuscikkek, mint például: szauna, jakuzzi, főzőlap, sütő, fali konnektor, villaberendezés, evőeszközök, felső ruházat, cigaretta, kozmetikumok, mikró, mosogatógép, melegvíz, felező buli megtartása, szakállnyíró. A luxusokat mindig az vonhatta meg, aki nem kapta el a labdát. A megvonás minden villalakóra érvényes volt.
1. nap: Teniszlabda elkapás: A feladattal Bálint próbálkozott meg, akinek sikerült megdönteni Ashrita Furman rekordját, aki 1307 labdát kapott el egy óra alatt. Bálint összesen 1828 labdát kapott el. Jutalma telefonos beszélgetés volt testvérével.
2. nap: Szívószál szájba tömködés: A feladattal Vivi és Moh próbálkozott meg, egyikőjüknek sem sikerült megdönteni Manoj Kumar Maharana 459 szívószálas rekordját.
4. nap: Tojás állítás: A feladattal Virág próbálkozott meg, akinek sem sikerült megdönteni Brian Spotts rekordját, aki 1 perc 32 másodperces alatt 12 tojás állított fel.
Nedves póló: A feladattal Renátó próbálkozott meg, akinek sem sikerült megdönteni Cherry Yoshitake rekordját, aki 1 perc alatt 13 nedves pólót húzott fel.

## Szabályszegések
16. nap: Renátó szándékosan letakarta a mikroportját Fruval való beszélgetése közben. Büntetését a nézők kezébe bízták, akik megszavazták, hogy kapjon büntetést. Büntetése egy speciális mikroport viselése volt, amely egy bukósisakra felszerelt kézimikrofon volt.
22. nap: Dani és Moh a nyugiszoba ajtajának rongálására alkalmas mozdulatokkal feszültek neki, ütötték azt. Büntetésük visszavonásig egyiküknek felváltva inas ruhában a nappali ajtó előtt kellett állniuk, hogy ki- és beengedjék játékostársaikat. Az ajtót csak ők nyithatták ki és minden ajtónyitás alkalmával el kellett ismételni a "tisztelettel bánok a villa berendezéseivel" mondatot. Virág az est folyamán szándékosan földhöz vágta a kezében lévő poharat ezzel rongálta a villa berendezéseit, ezért onnantól kezdve csak műanyag poharakból ihatott.
33. nap: Gina a szerencsejáték során az "mindenki büntetését én fizetem holnap" cetlit húzta, azonban nem rendelkezett elég egyenleggel, emellett megszegett néhány szabályt. A Valóvilág bírósága közmunkára ítélte Ginát minimum 24 órára. Ginának kellett minden házimunkát elvégeznie.
34. nap: Gina, Robi, és Bálint az adott nap beleettek a szaloncukorba, amelyet a munkára kellett volna becsomagolni, így 1000 Villadellát kellett fizetniük.
35. nap: Gina a céges buli alatt szándékosan poharat tört, ami szándékos rongálásnak minősül, büntetésként egy méteres szívószálat kapott, amivel visszavonásig kellett innia, a pohárhoz közben nem nyúlhatott. Renátó is szándékosan szegte meg a szabályt, hiszen ököllel beleütött a hálószobában található szekrény középső ajtajába, ami le is szakadt. Büntetésként vissza kellett szerelnie, közben százszor bocsánatot kérni és, ha Renátó az elkövetkező négy párbaj valamelyikén kiválasztott vagy kihívott lenne, majd győztesként térne vissza, nem kapna lila kendőt.
38. nap: Merci ököllel beleütött az hálószoba ajtóba, ezért büntetésként párnával rögzített kesztyűt kellett állandóan hordania. Fürdéskor és alváskor se vehette le.
45. nap: Gina szándékosan levette a bilincsét az adott nap. Ginának és párjának, Bálintnak visszavonásig súlygolyót kellett rögzíteni a bilincsre.